# Guy Éder de La Fontenelle

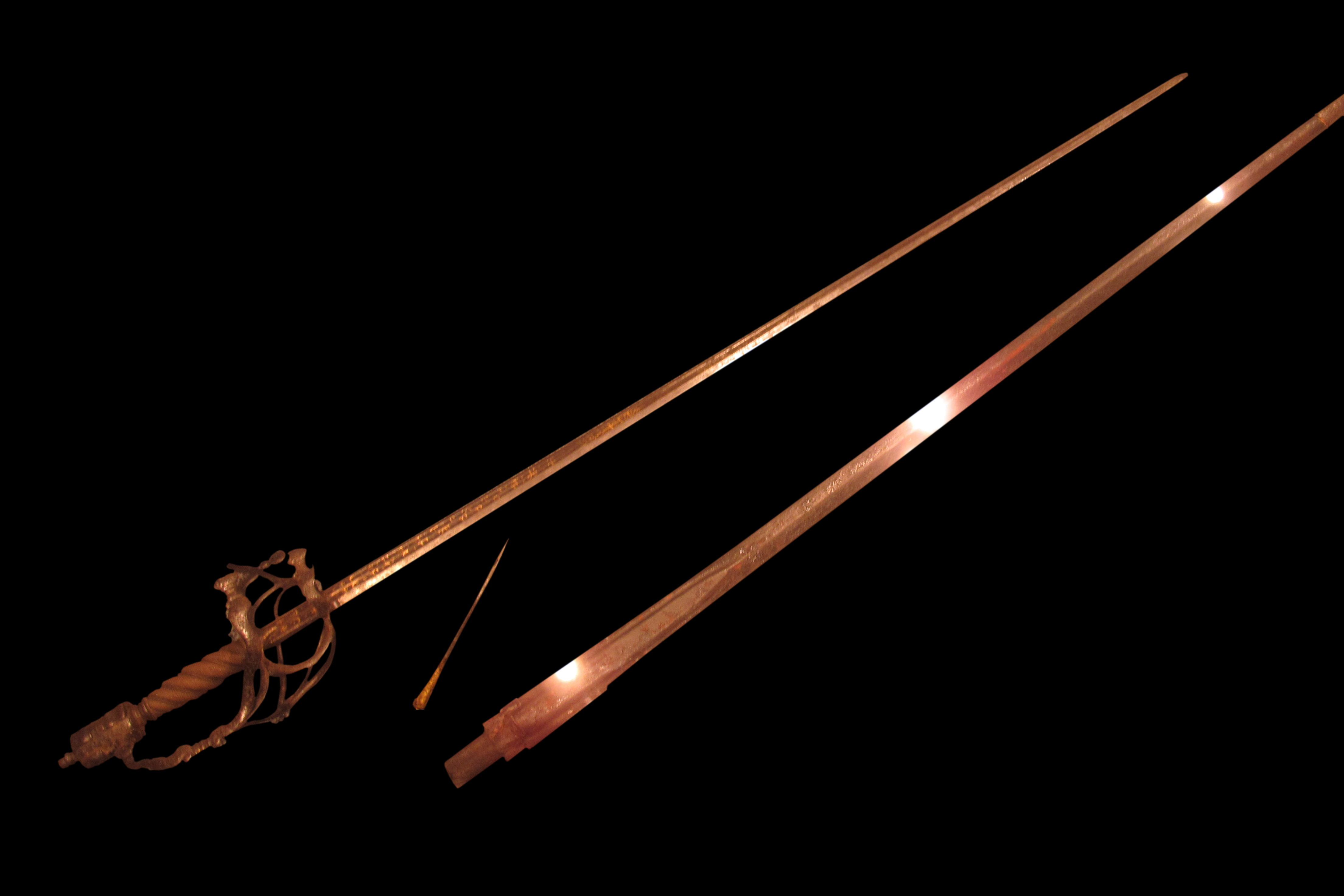
Schwert von Guy Éder de Beaumanoir de La Fontenelle im Musée Départemental Breton in Quimper

Guy Éder de Beaumanoir de la Haye (* um 1572 in der Bretagne; † 27. September 1602 in Paris), bekannt als La Fontenelle oder Ar Bleiz (bretonisch für der Wolf), war ein französischer Adliger und für seine Grausamkeit berüchtigter Kriegsherr, der im späten 16. Jahrhundert in der Bretagne sein Unwesen trieb.

## Biografie
Guy Éder de Beaumanoir de la Haye wurde wahrscheinlich 1572 oder 1573 im Département Côtes-d’Armor in der Bretagne geboren, wo seine alteingesessene Familie ihren Sitz hatte. Datum und Ort seiner Geburt sind umstritten.
Während der Hugenottenkriege nutzte er die Schwäche des Königshauses und sammelte bereits mit 18 Jahren eine Truppe um sich, mit der er Raubzüge im Westen der Bretagne unternahm, vor allem in der Gegend des Trégor und der Cornouaille. Die Bande war berüchtigt für ihre Grausamkeit mit Morden, Vergewaltigungen, Massakern, Plünderungen, Geiselnahmen und Erpressungen.
1595 machte La Fontenelle die Île Tristan in der Bucht von Douarnenez zu seinem Hauptquartier. Er zwang die Bewohner, ihm ihre Häuser abzutreten; von wütenden Bauern belagert, soll er an einem einzigen Tag 1500 von ihnen getötet haben.
Ungeachtet dessen wurde er 1598 in den Vertrag aufgenommen, den Herzog Mercœur mit Heinrich IV. schloss, und erlangte die Begnadigung des Königs für seine Verbrechen. Allerdings wurde ihm vorgeworfen, an der Verschwörung des Herzogs von Biron zum Vorteil der Spanier teilgenommen zu haben, und das Pariser Parlament verurteilte ihn wegen Hochverrats zum Tod durch Rädern. Er wurde im September 1602 in Paris am Place de Grève bei lebendigem Leibe gerädert.